# Thirteen Senses
Thirteen Senses – brytyjska grupa muzyczna z Penzance w Kornwalii, grająca muzykę z gatunku rocka alternatywnego. Zespół tworzy czterech muzyków: Will South (wokalista), Tom Welham (gitarzysta), Adam Wilson (bas) oraz James Brendon (perkusja). Swój pierwszy album zatytułowany The Invitation wydali 27 września 2004 roku. Na płycie znalazło się kilka singli, m.in. Into The Fire czy Thru The Glass. W kwietniu 2007 roku grupa wydała drugiego longplaya o nazwie Contact.

## Skład zespołu
- Will South (wokal, gitara, fortepian, keyboard)
- Tom Welham (gitara, keyboard)
- Adam Wilson (gitara basowa)
- James Brendon (perkusja)

## Dyskografia

### Albumy
- Falls In The Dark (kwiecień 2003)
- The Invitation (27 września 2004)
- Contact (2 kwietnia 2007)
- Crystal Sounds (21 lutego 2011)
- A Strange Encounter (6 maja 2014)

### EP-ki
- Inside A Healing Mind EP (2002)
- No Other Life Is Attractive EP (grudzień 2002)